# Stéphane Bijoux

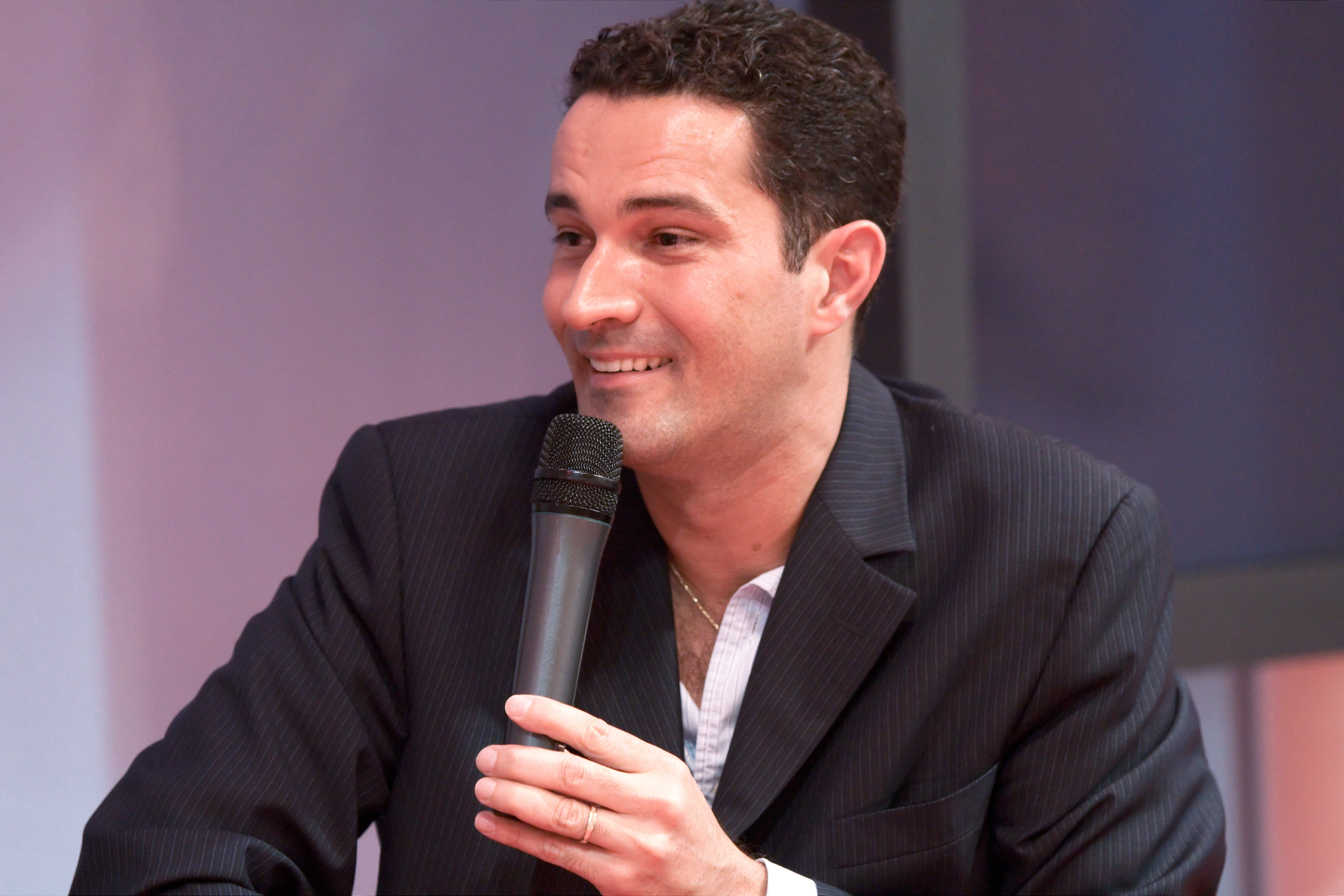
Stéphane Bijoux, em 2010.

Stéphane Bijoux (nascido a 8 de Outubro de 1970) é um político francês eleito deputado ao Parlamento Europeu em 2019.

## Infância e educação
Bijoux é um jornalista da Reunião. Foi diretor de editoriais de televisão no ultramar (La Première, França Ô) e responsável pela diversidade da Informação na France Télévisions.

## Membro do Parlamento Europeu
Desde que se tornou membro do Parlamento Europeu, Bijoux tem servido na Comissão de Desenvolvimento Regional. Além das suas atribuições em comités, ele faz parte do Intergrupo do Parlamento Europeu sobre Mudanças Climáticas, Biodiversidade e Desenvolvimento Sustentável, do Intergrupo do Parlamento Europeu sobre Mares, Rios, Ilhas e Áreas Costeiras e do grupo de deputados contra o cancro.